# Державна служба України з питань геодезії, картографії та кадастру
Державна служба України з питань геодезії, картографії та кадастру (Держгеокадастр) — центральний орган виконавчої влади, діяльність якого спрямовується і координується Кабінетом Міністрів України через Міністра аграрної політики та продовольства і який реалізує державну політику у сфері національної інфраструктури геопросторових даних, земельних відносин, землеустрою, у сфері Державного земельного кадастру.
Держгеокадастр утворений 10 вересня 2014 р. Постановою Кабінету Міністрів № 442 шляхом перетворення Державного агентства земельних ресурсів України, що існувало з 2011 року  у зв'язку із реорганізацією Державного комітету України по земельних ресурсах. У своїй діяльності він керується Конституцією та законами України, указами Президента України та постановами Верховної Ради України, прийнятими відповідно до Конституції та законів України, актами Кабінету Міністрів України, іншими актами законодавства.

## Керівництво
- Сергій Завадський (з 3 березня 2021)[2]
- Олексій Пінчук (з 21 грудня 2020 по 3 березня 2021)[11]
- Роман Лещенко (з 11 червня по 17 грудня 2020)[12][13]
- Юлія Мороз (з 25 травня до 11 червня 2020)[14]
- Денис Башлик (з грудня 2019 до 25 травня 2020)[15]

## Завдання
1. реалізація державної політики у сфері національної інфраструктури геопросторових даних, топографо-геодезичної і картографічної діяльності, земельних відносин, землеустрою, у сфері Державного земельного кадастру, державного контролю за використанням та охороною земель усіх категорій і форм власності, родючості ґрунтів;
2. надання адміністративних послуг згідно із законом у відповідній сфері;
3. внесення на розгляд Міністра аграрної політики та продовольства пропозицій щодо забезпечення формування державної політики у сфері національної інфраструктури геопросторових даних, топографо-геодезичної і картографічної діяльності, земельних відносин, землеустрою, у сфері Державного земельного кадастру, державного контролю за використанням та охороною земель усіх категорій і форм власності, родючості ґрунтів.

## Політичний вплив
З подачі голови парламентської фракції партії «Слуга народу» Давида Арахамії здійснені кадрові зміни голів головних управлінь Держгеокадастру в низці областей.